# ميليسا موراليس
ميليسا موراليس (بالإسبانية: Melissa Morales)‏ هي لاعب كرة مضرب غواتيمالية، ولدت في 4 ديسمبر 1990 في ايسكوينتلا في غواتيمالا.

## وصلات خارجية
- ميليسا موراليس على موقع رابطة محترفات التنس (الإنجليزية)
- ميليسا موراليس على موقع الاتحاد الدولي لكرة المضرب (الإنجليزية)
- ميليسا موراليس على موقع كأس بيلي جين كينغ (الإنجليزية)
- ميليسا موراليس على موقع خلاصة التنس.كوم (الإنجليزية)
- ميليسا موراليس على موقع إي إس بي إن.كوم (الإنجليزية)